# Ovanes Varderesjan
Ovanes Varderesjan (* 12. února 1989 Jerevan) je bývalý arménský zápasník – klasik.

## Sportovní kariéra
Zápasení se věnoval od 10 let. Specializoval se na řecko-římský styl. V roce 2012 se finálovou účastí na olympijském kvalifikačním turnaji v Helsinkách kvalifikoval na olympijských hrách v Londýně ve váze do 66 kg. Jako mezinárodně neznámý sportovec si však jméno na olympijských hrách neudělal, vypadl v úvodním kole s jižním Korejcem Kim Hjon-uem 0:2 na sety. V dalších letech se zápasení věnoval na klubové úrovni.

## Výsledky
| Turnaj             | 2006 | 2007 | 2008 | 2009 | 2010 | 2011 | 2012 |
| Turnaj             | 17   | 18   | 19   | 20   | 21   | 22   | 23   |
| Turnaj             | -60  | -66  | -66  | -66  | -66  | -66  | -66  |
| ------------------ | ---- | ---- | ---- | ---- | ---- | ---- | ---- |
| Olympijské hry     |      |      | —    |      |      |      | úč.  |
| Mistrovství světa  | —    | —    |      | —    | —    | —    |      |
| Mistrovství Evropy | —    | —    | —    | —    | —    | —    | —    |
| MS juniorů         | —    | úč.  | —    | 3.   |      |      |      |
| ME juniorů         | —    | —    | —    | —    |      |      |      |
| ME dorotenců       | 3.   |      |      |      |      |      |      |